# Григорий Федотов (стадион)
Стадион Григорий Федотов е футболен стадион в Москва. ПФК ЦСКА Москва играят домакинските си мачове на този стадион от 1974 до 2000 г.
При откриването на стадиона през 1961 г. капацитетът му е 11 000 зрители. През 1990-те години той достига 30 000 зрители и носи името на Григорий Федотов.
В края на 2000 г. стадионът е закрит, защото не отговаря на изискванията за провеждане на футболни мачове от първенството. ЦСКА (Москва) опитват да го реконструират, но безуспешно. През 2007 г. на мястото му ЦСКА започва да строи нов стадион.